# 2K 체코
2K 체코(2K Czech a.s., 과거 이름: 일루전 소프트웍스/Illusion Softworks, 실버 위시 게임스/Silver Wish Games)는 체코 브르노에 위치한 게임 개발 회사이다. 이 회사는 1인칭, 3인칭 슈팅 게임에 초점을 두며 마피아 시리즈로 잘 알려져 있다.

## 역사
2017년에 2K 체코는 행거 13(Hangar 13)에 병합되었다.

## 개발된 게임
| 연도 | 게임                                  | 플랫폼                                                |
| ---- | ------------------------------------- | ----------------------------------------------------- |
| 1998 | Beavis and Butt-head: Bunghole in One | 마이크로소프트 윈도우                                 |
| 1999 | 히든 앤 데인저러스                    | 드림캐스트, 마이크로소프트 윈도우                     |
| 2000 | 히든 앤 데인저러스: 파이트 포 프리덤  | 마이크로소프트 윈도우                                 |
| 2000 | 플라잉 히어로즈                       | 마이크로소프트 윈도우                                 |
| 2002 | 마피아                                | 마이크로소프트 윈도우, 플레이스테이션 2, 엑스박스     |
| 2003 | 베트콩                                | 마이크로소프트 윈도우                                 |
| 2003 | 히든 앤 데인저러스 2                  | 마이크로소프트 윈도우                                 |
| 2004 | 베트콩: 퍼스트 알파                   | 마이크로소프트 윈도우                                 |
| 2004 | Wings of War                          | 마이크로소프트 윈도우, 엑스박스                       |
| 2004 | 히든 앤 데인저러스 2: Sabre Squadron  | 마이크로소프트 윈도우                                 |
| 2005 | 베트콩 2                              | 마이크로소프트 윈도우                                 |
| 2005 | 카멜레온                              | 마이크로소프트 윈도우                                 |
| 2009 | Axel & Pixel                          | 마이크로소프트 윈도우, 엑스박스 360                   |
| 2010 | 마피아 II                             | 마이크로소프트 윈도우, 플레이스테이션 3, 엑스박스 360 |
| 2011 | 탑 스핀 4                             | 플레이스테이션 3, Wii, 엑스박스 360                   |

### 취소된 게임
- Enemy in Sight (PC)